# Луций Рупилий
Лу́ций Рупи́лий (лат. Lucius Rupilius; умер после 131 года до н. э.) — римский политический деятель, занимавший должность претора не позже 133 года до н. э., брат Публия Рупилия. В 131 или 130 году до н. э. претендовал на консулат, но проиграл выборы.

## Биография
Луций Рупилий принадлежал к незнатному плебейскому роду, представители которого ранее не занимали высшие должности Римской республики: это были потомственные откупщики. Благодаря Капитолийским фастам известно, что отец и дед Луция носили преномен Публий, и так же звали его старшего брата.
Луций смог сделать относительно успешную политическую карьеру благодаря Публию Рупилию. Тот стал другом Публия Корнелия Сципиона Эмилиана, одного из самых влиятельных римских аристократов, и получил должность консула на 132 год до н. э. Античные авторы сообщают, что и Луций в какой-то момент выдвинул свою кандидатуру в консулы, но проиграл выборы; узнав об этом, Публий от потрясения скоропостижно скончался. Точных датировок нет, однако известно, что на тот момент ещё был жив Сципион Эмилиан, умерший весной 129 года до н. э. Соответственно выборы должны были происходить или в 131, или в 130 году до н. э. Учитывая требования закона Виллия об определённых промежутках между высшими магистратурами, не позже чем в 133 году до н. э. Луций Рупилий должен был занимать должность претора. После своего поражения на консульских выборах он не упоминается в сохранившихся источниках.